# Tirà menut orellut
El tirà menut orellut (Myiornis auricularis) és un ocell de la família dels tirànids (Tyrannidae).

## Hàbitat i distribució
Habita boscos i clars del sud-est de Paraguai, nord-est de l'Argentina i sud-est del Brasil.